# Johannes Paulus Lotsy
Johannes Paulus Lotsy (ur. 11 kwietnia 1867 w Dordrechcie, zm. 17 listopada 1931 w Voorburgu) – holenderski botanik i mykolog.

## Życiorys
Studiował na Uniwersytecie w Getyndze. Pracował na Uniwersytecie J. Hopkinsa w Baltimore w USA (1891–1895), na stacji Cinchona na wyspie Jawa (1896–1900), od 1904 wykładał botanikę na Uniwersytecie w Lejdzie. Był także dyrektorem państwowego zielnika w Lejdzie (1904–1909) i sekretarzem Królewskiego Holenderskiego Towarzystwa Naukowego (1909–1919).

## Praca naukowa
Opisywał florę Francji, Włoch i Szwajcarii, odbywał także naukowe wyprawy do Australii i Nowej Zelandii (1925), RPA (1926–1927), Egiptu (1930). Wniósł wielki wkład w badania rodziny gałecznicowatych (Balanophoraceae), opisywał rośliny jawajskie, był także autorem prac z zakresu taksonomii i genetyki. Wysunął spekulatywną hipotezę „ewolucja ze stałością gatunków”, która została później odrzucona przez naukę. Lotsy zaprzeczał istnieniu mutacji, uważał geny za niezmienne, w wyniku czego postulował stałość i niezmienność gatunków. Jednocześnie absolutyzował rolę zmienności kombinacyjnej, wierząc, że ewolucja nie jest wyłonieniem się czegoś jakościowo nowego, a jedynie wynikiem rekombinacji „pierwotnej” puli genów podczas krzyżówek. Lotsy zaprzeczył twórczej roli doboru naturalnego. W historii biologii znany stał się głównie dlatego, że wprowadził terminy „Jordanon” („elementarny”, stały gatunek, nazwany na cześć Alexisa Jordana) i „Linneon” (klasyczny gatunek „Linnean”, nazwany na cześć Karola Linneusza), który podobno rozkłada się na zestaw Jordanonów.
W naukowych nazwach opisanych przez niego taksonów dodawane jest jego nazwisko Lotsy.